# Пешеходный мост «Бурлу»
Пешеходный мост Бурлу — пешеходный и велосипедный переход, состоящий из двух вантовых мостов, которые пересекают отдельные каналы реки Суон в Перте. Эти мосты соединены пешеходной и велосипедной дорожкой через остров Хейриссон, которую они ведут к береговым полосам Восточного Перта и парка Виктория.
Переход облегчает соединение стороны реки Восточный Перт со стороной Виктория-Парк и расположен немного ниже по течению от Козуэй, существующий дорожный переход между сторонами Восточный Перт и Виктория-Парк через остров также перенесен через реку двумя мостами. Строительство началось в марте 2023 года, а открытие двух мостов состоялось 22 декабря 2024 года. Во время строительства проект был известен как «мосты для пешеходов и велосипедистов Козуэй», а позже был назван мостом Бурлу (единственное число) в честь нунгарского названия Перта — Бурлу.

## Дизайн

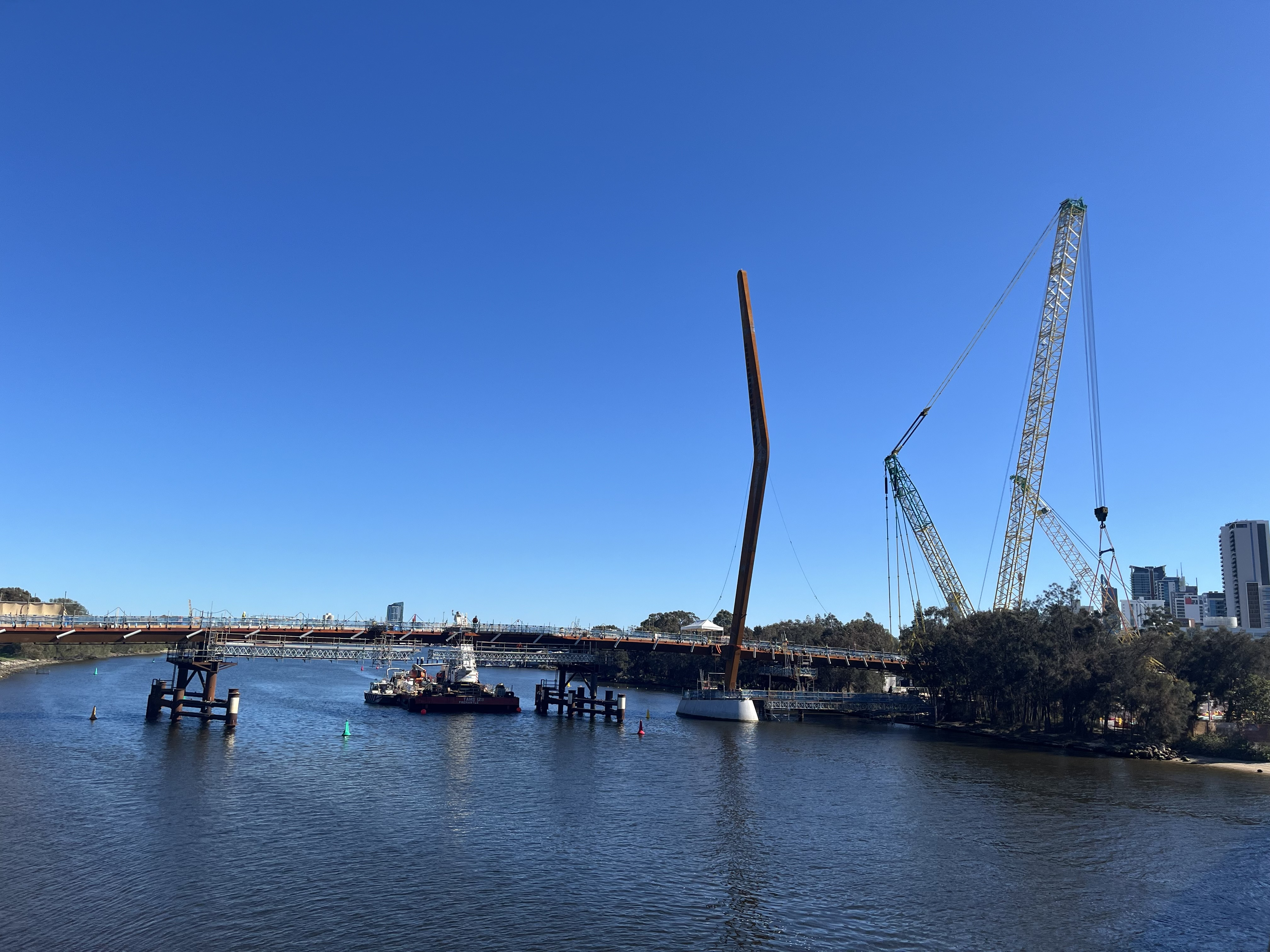
Более короткий из двух, Северо-западный мост протянувшийся между островом Хейриссон и Восточным Пертом во время строительства в июле 2024 года

Два моста, построенные из 1628 тонн (3,6 миллиона фунтов) кортеновской стали и 3 километров тросов, находятся примерно в 90 метрах (300 футов) ниже по течению от дамбы. Разделенные примерно 257-метровым (843 фута) путем через остров Хейриссон, мост со стороны Ист-Перта имеет длину около 163 метров (535 футов), а мост со стороны Виктории Парк — около 280 метров (920 футов). Путь, проложенный двумя мостами через реку Суон и соединяющий их через остров Хейриссон, представляет собой отдельный путь шириной 6 метров (20 футов). Мосты имеют S-образную форму и представляют собой Вагыл, проявление Радужного змея в религии и мифологии австралийских аборигенов нунгар. Всего имеется три пилона. Два столба имеют форму, напоминающую палки-копалки аборигенов, а один столб имеет форму, напоминающую бумеранг.

### Освещение дисплея
Все ванты моста длиной от 17 до 94 метров (от 56 до 308 футов) включают в себя индивидуально управляемые светодиодные модули, расположенные на расстоянии 300 миллиметров (12 дюймов) друг от друга. Всего на обоих пролетах установлено 17 130 модулей, которые вместе могут использоваться для отображения сообщений и изображений.

## История

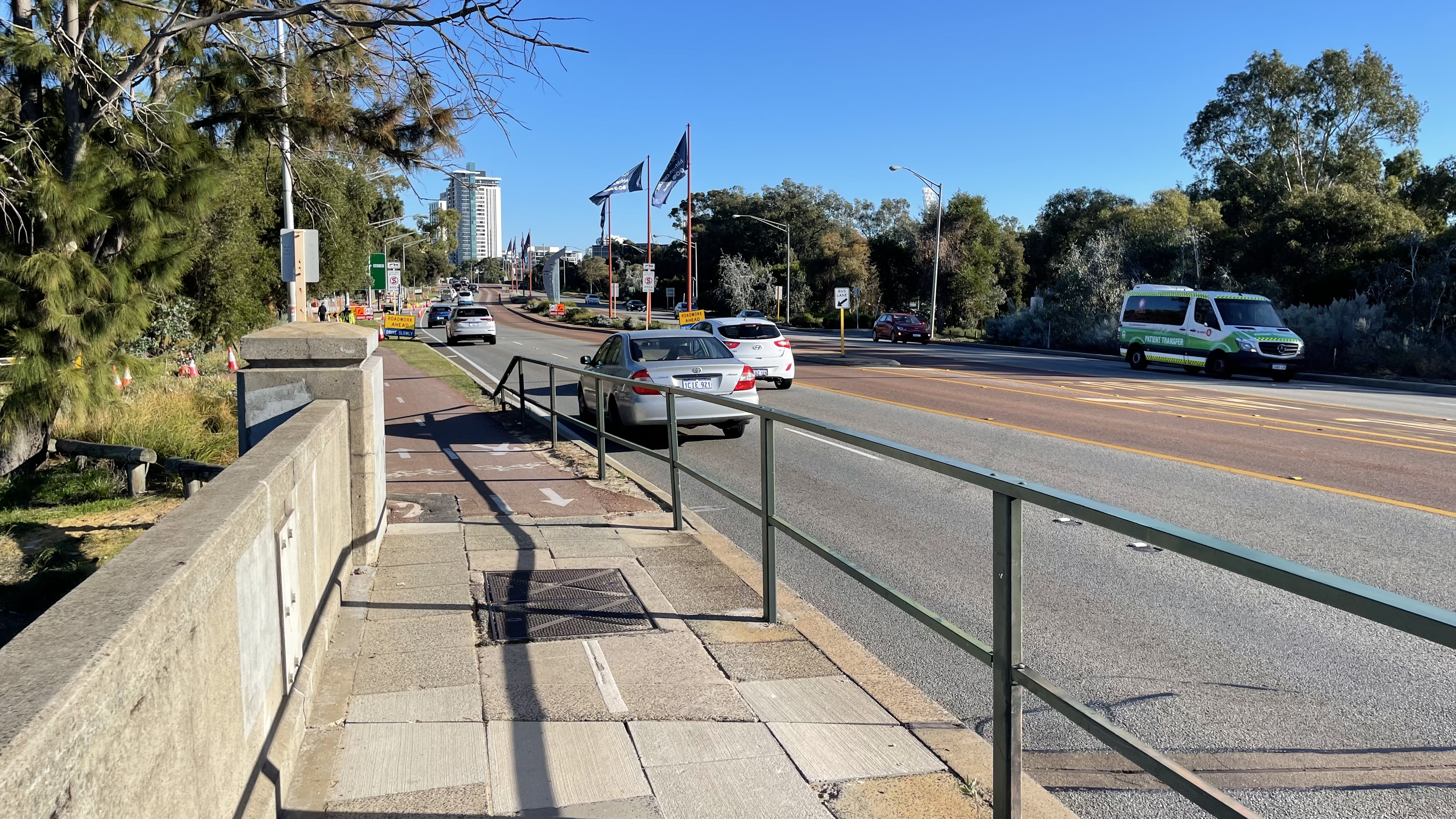
Тротуарная дорожка, используемая как пешеходами, так и велосипедистами для пересечения реки на острове Хейриссон

Узкая пешеходная дорожка дамбы потребовала строительства специального пешеходного и велосипедного моста. В 2021 году дамба обслуживала «около 1400 велосипедистов и 1900 пешеходов ежедневно». О строительстве моста было объявлено 26 августа 2020 года, предполагаемая стоимость составляла 50 миллионов австралийских долларов, строительство совместно финансируется правительством штата и федеральным правительством в рамках «Perth City Deal», а строительством руководит компания Main Roads Western Australia.
Выражения заинтересованности в контракте на строительство открылись в феврале 2021 года. Два заявителя были отобраны в апреле 2021 года, а консорциум Civmec, Vinci SA и WSP Global был назван предпочтительным заявителем в марте 2022 года, при этом общая предполагаемая стоимость на тот момент составлила 100 миллионов долларов. Контракт был заключен в апреле 2022 года. Городской совет Виктория-Парк одобрил строительство моста в сентябре 2022 года, при этом юго-восточный конец моста занял парк МакКаллум, который принадлежит городу Виктория-Парк. Мост был одобрен Группой по оценке развития в декабре 2022 года. Первый дерн был засыпан в марте 2023 года. Изготовление компонентов моста было начато в Хендерсоне к ноябрю 2023 года. В том же месяце началось строительство речного побережья. В государственном бюджете на май 2024 года были указаны дополнительные расходы в размере 80 миллионов долларов на модернизацию водопроводной магистрали, туалетные блоки и благоустройство территории вокруг моста. Все основные компоненты мостов были установлены к началу августа 2024 года, включая все шестнадцать модулей моста и все опоры. Также было объявлено, что мосты будут открыты к концу 2024 года.
14 ноября 2024 года было объявлено, что мосты откроются 22 декабря 2024 года. Также было объявлено официальное название двух мостов — мост Бурлу (единственное число), где Бурлу — это нунгарское название Перта.